# Hoplopleura inexpectans
Hoplopleura inexpectans är en insektsart som beskrevs av Johnson 1960. Hoplopleura inexpectans ingår i släktet Hoplopleura och familjen gnagarlöss. Inga underarter finns listade i Catalogue of Life.